# اتحاد الوسط الديمقراطي
حزب اتحاد الوسط الديمقراطي بالإسبانية (Unión de Centro Democrático Español)، اختصارا (UCD)، هو اسم تكتل سياسي إسباني تشكل سنة 1977، ليتحول لحزب سياسي في نفس السنة. قاد الحزب الحكومة الإسبانية، برئاسة أدولفو سواريث، خلال فترة الانتقال الديمقراطي الإسباني، بين 1977 و 1983، سنة انحلاله. ضم الحزب مكونات سياسية متنوعة كالديمقراطيين المسيحيين والليبراليين والاشتراكيين الديمقراطيين والمحافظين. كان الطيف المحافظ مهيمنا (36 بالمئة من منتخبي الحزب) ومشكلا أساسا من أطر اشتغلت ضمن النظام السابق آنذاك وانخرطت في مسلسل الدمقرطة، وكان أدولفو سواريث ممثل هذا الطيف.

حكم اتحاد الوسط الديمقراطي إسبانيا بدون أغلبية برلمانية، مما أجبره على التعاون، برلمانيا، مع أطياف المعارضة من يمينيين (كالتحالف الشعبي، سلف الحزب الشعبي الحالي) ويساريين (كالاشتراكيين والشيوعيين). خلال فترة حكمه، عانى الحزب من صراعات داخلية أدت لاستنزافه بالتحاق جزء من أعضائه بالحزب العمالي الاشتراكي.

بعد هزيمته في انتخابات 1982 التشريعية، استمر النزيف الداخلي بالتحاق أعضاء الحزب اليمينيين للتحالف الشعبي واليساريين بالحزب العمالي الاشتراكي، ليتم حل الحزب نهائيا سنة 1983.